# Six Pack
Six Pack – trzeci singel zespołu Black Flag. Został wydany w czerwcu 1981 roku przez firmę SST Records.

## Lista utworów
1. Six Pack
2. I've Heard It Before
3. American Waste

## Skład
- Dez Cadena – wokal
- Greg Ginn – gitara
- Chuck Dukowski – gitara basowa
- ROBO – perkusja
- Geza X – producent